# 고산여객자동차터미널
고산여객자동차터미널(高山旅客自動車터미널) 또는 고산공용버스터미널은 전북특별자치도 완주군 고산면 고산로 91 (읍내리 959-4)에 위치한 시내, 농어촌버스터미널이다.
지상 2층 건물로 되어 있으며 1층은 상업시설, 승차홈, 매표소등을 갖추고 있고, 2층에는 가정의학과가 있다. 전주시의 시내버스인 300번 노선의 중심지 역할을 하는 곳이다. 300번은 고산-전주 노선이 외에도 전주시내버스가 들어가지 않는 고산면, 운주면, 화산면, 경천면등의 수많은 노선을 운행하며, 일부는 충남 논산시 가야곡면과 양촌면까지 운행한다.

## 운행 노선

### 시내버스
- 전주시내버스 535번: 전주대-병무청-모래내-전주역-용진-봉동-고산
- 전주시내버스 35, 36번: 삼례터미널-삼례중-청완초교-봉동-고산

### 농어촌 버스
- 300번[고산-전주] : 고산-(535번과 동일)-모래내-대성학원(금암광장 인근)-전북대병원 입구-전주역-(535번과 동일)-고산
- 고산-화산: 고산-모산삼거리-화산삼거리-화산 (일부는 화산 경유, 충남 논산시 가야곡까지 운행)
- 고산-운주: 고산-고산삼거리-경천-용복-운주  (일부는 백석, 피목, 대둔산, 이랑골 운행)
- 고산-천호동: 고산-어우리-비봉-내월-천호동
- 고산-오산(마을): 고산-오산
- 고산-화암사: 고산-고삼-화삼-경천-용복-화암사
- 고산-동상(대아 경유): 고산-대아-산천-용연-동상
- 고산-동상(어우리 경유): 고산-어우리-비봉-백도-이전-수선-동상
- 고산-소향: 고산-고산삼거리-소향